# Союз ТМА-05М
«Союз ТМА-05М» — российский пассажирский транспортный пилотируемый космический корабль, на котором был осуществлён полёт к Международной космической станции трёх участников экспедиции МКС-32. Это был 112-й пилотируемый полёт корабля типа «Союз», начиная с первого полёта в 1967 году. Запуск корабля выполнен 15 июля 2012 года, посадка спускаемого аппарата состоялась 19 ноября 2012 года.

## Экипаж
Экипаж старта:
- (Роскосмос) Юрий Маленченко (5-й космический полёт) — командир экипажа.
- (НАСА) Сунита Уильямс (2) — бортинженер.
- (JAXA) Акихико Хосидэ (2) — бортинженер.

Дублирующий экипаж:
- (Роскосмос) Роман Романенко — командир экипажа;
- (ККА) Кристофер Хэдфилд — бортинженер;
- (НАСА) Томас Маршбёрн — бортинженер.

## История
15 июля 2012 года, в 06:40:03 (MSK), 02:40:03 (UTC) корабль «Союз ТМА-05М» стартовал к МКС. Стыковка «Союза ТМА-05М» с МКС произошла 17 июля 2012 года в 08:51:02 (MSK), 04:51:02 (UTC). Корабль причалил к малому исследовательскому модулю «Рассвет». Процесс сближения и стыковки проходил в автоматическом режиме.
19 ноября 2012 в 5:56 МСК корабль приземлился в Казахстане в 85 км северо-восточнее г. Аркалык.